# بير أولوف بيرغ
بير أولوف بيرغ (بالسويدية: Per Olof Berg)‏ هو منظر أعمال ‏ سويدي، ولد في 17 يوليو 1946 في سترينغنس في السويد.